# Museo Catedralicio Diocesano de Valencia
El Museo Catedralicio Diocesano de Valencia es un museo de arte sacro ubicado en el interior de la catedral de Valencia (España).

## Contenido
Contiene como reliquias religiosas más importantes el brazo de San Vicente Mártir, el Santo Cáliz y los cuerpos momificados del Patriarca y otros obispos. Además de todo tipo de huesos, ropas, escritos, espinas, sangre y otros supuestos restos de santos y de mártires que, según apuntan fuentes eclesiales, “no se muestran nunca al público para no escandalizar a los que no creen en ello”. 
La Catedral tuvo un auténtico almacén de reliquias depositadas por reyes, reinas, papas, príncipes y prelados para dar renombre al templo. Sin embargo, no queda nada de su antiguo esplendor, pues todo el oro, plata y piedras preciosas fueron expoliados por los franceses en 1812. El relicario sufrió además continuos robos.
Hay dos relicarios bien distintos, el de la Catedral (que alberga las reliquias más antiguas) y el del Habeas Christi del Patriarca (cuyas reliquias llevan un curioso sello de "autenticidad").